# 가브리엘라 칠미
가브리엘라 칠미(Gabriella Cilmi, 1991년 10월 10일 ~ )는 오스트레일리아의 싱어송라이터이다. 2008 ARIA 뮤직 어워드에서 올해의 싱글("Sweet About Me")과 최우수 여자음악가상을 수상했다.

## 음반 목록
- Lessons to Be Learned (2008)
- Ten (2010)
- The Sting (2013)